# ラブラブダッシュ!
『ラブラブダッシュ!』は、1976年7月25日から1985年9月29日まで中部日本放送（CBC）で放送されたゲーム形式の恋愛バラエティ番組である。

## 概要
番組は3つのパートによって構成されていた。まず、男性出場者と女性出場者がひとりずつ登場し、それぞれのプロフィールが紹介された。そして、出場者の友人が付き添いで登場し、出場者のアピールを行った。そして、交際可能か否かを決める運命の時間が来ると出場者は司会者の「ラブラブダッシュ」の掛け声でボタンを押していき、「LOVE」という文字が4つ点けばカップル成立で、1つでも点かなかったら不成立とされた。桂朝丸（後の二代目桂ざこば）と水谷ミミ司会時代の頃、各3人の男女別の担当者が、1番、2番、3番の椅子に座り（計6人）、司会者が「なんだ」の掛け声の後に、各番号の椅子がやはり「クイズタイムショック」や「アップダウンクイズ」のように上昇する。各3人の男女別の担当者の座った椅子が上昇すると、「お母さま」と言うと、赤いハートの中のOの字をイメージした赤い爪の女性が登場する。後は、各3人の男女別の担当者が1番から6番までの椅子に座り、中央の席の人がボタンを押して、1番から6番までの各番号のランプがついて、椅子がやはり「クイズタイムショック」や「アップダウンクイズ」のように上昇すると、ゴーグルを取り外す。成立カップルはあみだくじに挑戦でき、これに成功すれば豪華賞品が貰えた。
放送当時はVTRの規格が2インチで、機器・テープともに高価で安易に保存ができず、上書きしての使い回しが主流だった。さらには著作権法や出場者の肖像権などの絡みで番組の資料保存が制約されていたという事情もあり、放送された映像はほとんど現存していない。現に1993年4月に『探偵!ナイトスクープ』にて「ラブラブダッシュで出場して、カップル成立した時の当時の相手に会いたい」という女性の依頼で、当時同番組で探偵役を務めていた清水圭が朝丸司会時代の放送素材は残っていないかを確かめにCBCを訪ねたところ、台本のみが現存していたという。なお、出場した回の映像は、当時の相手がビデオテープに録画保存していた。

## 放送時間
- 日曜 16:30 - 17:25 （1976年7月25日 - 1983年4月24日） - 日曜午後枠の編成次第では15:00枠で放送されることもあった。
- 日曜 16:00 - 17:00 （1983年5月8日 - 1985年9月29日）

## 司会者
- 横山やすし（1976年7月 - 不明）
- 水谷ミミ（1976年7月 - 1982年9月）
- 桂朝丸（不明 - 1982年9月）
- 太平サブロー（1982年10月 - 1985年9月）
- 太平シロー（1982年10月 - 1985年9月）